# Strotarchus vittatus
Strotarchus vittatus är en spindelart som beskrevs av Sarah Creecie Dyal 1935. Strotarchus vittatus ingår i släktet Strotarchus och familjen sporrspindlar.
Artens utbredningsområde är Pakistan. Inga underarter finns listade i Catalogue of Life.